# 胴乱の幸助
『胴乱の幸助』（どうらんのこうすけ）は上方落語の演目。『どうらんの幸助』とも表記される。『胴乱幸助』（どうらんこうすけ）とも。近年は東京でも演じられる。
浄瑠璃の義太夫節を知らぬ真面目な男が引き起こす、とんちんかんな騒動を描いた噺。三部構成からなり、第一部は主人公に仲裁に入ってもらおうとする近所の若い衆の言動が中心で、第二部は、「桂川」の浄瑠璃の稽古をつけてもらう男と師匠とのやり取り、第三部は主人公が事情を聴いて京に向かう筋書きである。多彩な人物を破綻なく演じ分けるのみならず、浄瑠璃の素養が求められるなど、演者にはかなりの技量が求められる。
矢野誠一はかつて5代目三遊亭圓生が演じたものの速記本を「違和感のあるのは否めない」と評しており、理由として同演目が「義太夫が暮らしの中にはいりこんでいた風土なしには、成立しないはなし」「純粋の上方落語」であり、義太夫節が一般的でなかった東京への移植は「土台無理なはなし」だったため、としている。

## あらすじ
町の若者ふたりが、割り木屋（燃料用の焚き木を売る店）の主人・幸助の噂をしている。幸助は丹波（阿波とも）から上阪以来、仕事一筋に打ち込んで財を成した苦労人のため娯楽を一切知らず、唯一の趣味として、街で人の喧嘩を見つけては仲裁に走り、腰に下げた財布代わりの胴乱から金を取り出して見せ、食事や酒をふるまう、という行いを繰り返しており、「胴乱の幸助」とあだ名されていた。ふたりの若者は幸助が歩いてくるところを認め、「ただで酒をいただこう」と、わざと幸助に見えるように喧嘩を始める。嘘から始めた喧嘩だったが、ふたりはだんだん本気になっていく。幸助は飛んで仲裁に入り、近くの料理屋へ連れていく。
ふたりの若者を店に残して通りへ出た幸助は、喧嘩を収めたことで気分がよい。そんな折、義太夫節の稽古屋の前を通りかかる。稽古屋では、『桂川連理柵（かつらがわ れんりのしがらみ。商家の娘・お半と、近所の商家主人・帯屋長右衛門が不倫の果てに心中する悲劇。俗に『お半長右衛門』さらに略して『お半長』と呼ばれる）』の「帯屋」の段（長右衛門の継母・おとせが、長右衛門の妻・お絹をいびるシーン）の稽古中である。通行人が「『帯屋』の稽古は珍しおまんな」「それにしても、あの憎たらしい婆（の出てくるところ）が……」と聞き耳を立てていると、トラブルが起こったと勘違いした幸助が「ここで嫁いじめがありますか?」と通行人に尋ねる。幸助が浄瑠璃を知らないとは思わない通行人は「聞いてみなはれ」とすすめる。ちょうど「親じゃわやい」「チエエ、あんまりじゃわいな」の節が大きく聞こえてくる。幸助は「あの家に行て、もめごとを収めよう、というお方はおらんのですかいな」と嘆く。通行人が「いえ、これ浄瑠璃ですねん」と説明しようとするが、幸助は「ジョウルリてなんじゃい。わしが話しつけて来たる」と憤激して、稽古屋に飛び込む。
幸助は「今『あんまりじゃわいな』と言うてたのは誰じゃ?」と叫びながら稽古屋に上がり込む。驚いた義太夫の師匠は、「ここの家（うち）がもめてンのと違いまンねん。京都の柳馬場押小路虎石町の西側に『帯屋』いう家がおまンねん。主人の長右衛門は養子だんねんけどな、繁斎（はんさい）ちゅう舅がおって、その後添え（のちぞえ＝後妻）に奉公人やった おとせ いう姑のオバンがおりまンねん。おとせには儀兵衛いう連れ子がおりまンねん。おとせは長右衛門さんと親子でない。長右衛門さんに落ち度があれば店から放（ほ）り出して、儀兵衛を店の主にしたい。悪いことに長右衛門さん、遠州からの仕事の帰り、同じ町内の信濃屋の娘・お半がお伊勢参りの帰り道中で、石部宿の宿屋・出羽屋で居合わせた。長右衛門さんとお半、ひょんなことからその晩にええ仲になって、それをおとせが知って、難癖つけて放り出しにかかる。ところが長右衛門さんにはお絹さんという嫁はんがおって、日本一の貞女だ。これが事を丸く収めよう、と、一生懸命心を砕いてます」と『お半長』のあらすじを説明するが、幸助はフィクションの出来事であることを理解せず「そうか。わしはこれから京へ行て、帯屋のもめごとを収めようと思う」と宣言して、（ゴヘダ=石炭の匂いが嫌いなため）汽車を利用せず、淀川の夜船で京へ向かう。
朝早くに伏見の船着き場に着いた幸助は、通行人に「柳馬場押小路虎石町の西側に帯屋長右衛門ちゅう家ィあるか?」と尋ねる。通行人は「なぶりなはんな（＝からかわないでください）。『お半長』いうたら子供でも知ってまっせ」と答える。幸助は「大人のわしが知らなんだとは、なんたる不覚……」と嘆く。
虎石町には、偶然「帯屋」が1軒あった。幸助が、応対した店の番頭に「主の長右衛門を出してもらいたい」と聞くと、番頭は「手前どもの主人は太兵衛と申します」と答える。「おかみさんのお絹さんは?」「手前どものはお花さんと申します。何のご用どすか」「主家の恥か知らんけど、とぼけたらあかんで。大阪まで、子供にまで知れ渡ってるがな。信濃屋のお半とかいう自分の娘ほどの年の娘に手ェ出すとは……世間体ちゅうもん、考えたらどないやねん」「それ、もしかしたら、ハハハ……『お半長』と違いますか?」「何がおかしいねん」「笑わずにおれますかいな。お半長は、とうの昔に桂川で心中しましたわいな」
「えっ、死んでもた、てか! しもた（＝しまった）……ゆうべ（＝昨晩）のうちに来たらよかった」

## バリエーション
当時の三十石船がひと晩かかったことを冒頭部か幸助が京都へ向かうシーンであらかじめ説明しておき、「汽車で来たらよかった」とサゲる演じ方もある。
3代目桂米朝によると、橘ノ圓都は三十石船を列車に置き換え、「大急ぎで梅田のステンショにかけつけてみますと、ちょうど京都行きの列車は停まっていましたが、これは最大急行であるというので、次ぎ（原文ママ）の普通列車を待って乗り込むと京都へやって来ました」という落ち（サゲ）にしていたという。